# Praça do Bicalho
A Praça do Bicalho está localizada no Setor D Norte, de Taguatinga, no Distrito Federal. Nela fica a Paróquia São José, o Centro de Ensino Fundamental 11 de Taguatinga, o Centro de Saúde nº 2 de Taguatinga, o Posto Comunitário de Segurança nº 16 (PCS 16) - encontra-se desativado, uma agência de distribuição (CDD) dos Correios e quadras esportivas. 
Muito embora seja pouco conhecido, o nome oficial é Praça Almirante Tamandaré, mas que se popularizou como Praça do Bicalho em alusão ao antigo Armazém Bicalho, sobrenome do proprietário daquele estabelecimento comercial. Ao seu redor estão as quadras comerciais, da CND 01 à CND 06, com mercados, bares, lojas, etc.
O nome popularizado da praça deve-se ao Armazém Bicalho, o primeiro comércio do local.
Nas manhãs de sábado há exposição dos Estudantes de Cultura Racional. Aos domingos há uma feira de hortifrutigranjeiros.